# Bembidion kalumae
Bembidion kalumae är en skalbaggsart som beskrevs av Carl Hildebrand Lindroth. Bembidion kalumae ingår i släktet Bembidion och familjen jordlöpare. Inga underarter finns listade i Catalogue of Life.